# Дмитренко Дмитро Михайлович
Дмитро Михайлович Дмитренко (нар. 25 липня 1973, Київ) — український фігурист, що виступав в одиночному катанні. Чемпіон Європи 1993 року, дворазовий чемпіон України, чемпіон світу серед юніорів 1992 року.

## Кар'єра
У 1993 році Дмитро Дмитренко виграв свій дебютний чемпіонат Європи. Цікаво, що незадовго до змагання у Дмитра зламалося лезо правого ковзана. У В'ячеслава Загороднюка знайшовся лівий ковзан тієї ж марки, і його прикріпили до черевика. Таким чином цей чемпіонат Європи був виграний на двох лівих лезах. Роком раніше Дмитренко, ще у складі збірної СРСР, вигравав чемпіонат світу серед юніорів.
Наступну медаль великих змагань здобув через сім років. Нею стала бронза чемпіонату Європи 2000 року. На чемпіонатах світу Дмитренко не піднімався вище 11 місця в 2000 році. Дмитро брав участь у двох Олімпіадах: у 1998 році зайняв 14-е місце, а у 2002 — 18-е. Після чемпіонату світу 2002 року він завершив кар'єру.
По закінченні аматорської спортивної кар'єри тренував фігуристів, наприклад, неодноразового призера українських чемпіонатів Олексія Биченко. Є суддею на внутрішніх українських змаганнях і технічним фахівцем ІСУ.
З 2006 року — директор і художній керівник Українського театру на льоду".

## Спортивні досягнення
| Змагання                      | 1991—92 | 1992—93 | 1993—94 | 1994—95 | 1995—96 | 1996—97 | 1997—98 | 1998—99 | 1999—00 | 2000—01 | 2001—02 |
| ----------------------------- | ------- | ------- | ------- | ------- | ------- | ------- | ------- | ------- | ------- | ------- | ------- |
| Зимові Олімпійські ігри       |         |         |         |         |         |         | 14      |         |         |         | 18      |
| Чемпіонат світу               |         | 12      |         |         | 16      |         |         | 11      | 15      | 23      | 22      |
| Чемпіонати Європи             |         | 1       | 6       | 7       | 7       | 8       | 8       |         | 3       | WD      | 11      |
| Чемпіонат світу серед юніорів | 1       |         |         |         |         |         |         |         |         |         |         |
| Чемпіонати України            |         | 1       | 2       | 3       | 2       | 3       | 2       | 3       | 2       | 1       | 2       |
| Фінали чемпіонської серії     |         |         |         |         |         | 6       |         |         |         |         |         |
| Skate Canada International    |         |         |         |         | 7       | 5       |         |         | 9       |         |         |
| Trophée Lalique               |         |         | 5       |         |         |         |         | 4       |         |         |         |
| NHK Trophy                    |         |         |         |         |         | 3       | 8       |         |         | 5       |         |
| Nations Cup                   |         |         |         | 3       |         | 2       | 6       |         | 7       |         |         |
| Finlandia Trophy              |         |         |         |         |         |         |         | 1       |         |         |         |
| Меморіал Карла Шефера         | 1       |         |         |         |         |         |         |         |         |         |         |
| Nebelhorn Trophy              |         |         |         |         |         |         |         |         |         | 3       |         |
| Меморіал Ондрея Непєли        |         |         |         |         |         |         |         |         |         | 2       |         |
| Skate Israel                  |         |         |         |         | 2       | 2       |         | 1       |         |         |         |